# 原子論
原子論（げんしろん、英: atomism）とは、自然はそれ以上分割できない最小単位としての原子（げんし、希: τὸ ἄτομον, ἡ ἄτομος、英: atom）から成り立つとする理論・仮説である。唯物論や機械論と重なる。

## 古代ギリシアの原子論
古代ギリシア哲学においては、パルメニデスより後代のソクラテス以前の哲学者たちによって考え始められた。
紀元前5～4世紀、レウキッポスとデモクリトスの一派が、原子論を創始し大成した。彼らの原子論は、一つの総体として「存在する」自然について考えたパルメニデスの存在論の強い影響下にあり、先行するパルメニデスの存在論への応答として考えられたものであった。
レウキッポスとデモクリトスは、自然を構成する分割不可能な最小単位として「アトム（不可分なもの・原子）」が存在すると考え、また、原子の存在やその運動の説明のため、「ケノン（空なるもの・空虚）」の存在を考えた。そして、生成消滅しない無数の原子と無辺の空虚が真に存在し、空虚における原子の結合分離の運動がさまざまな感覚的対象の存在やその生成変化などを生じさせるとした。
ソクラテスとほぼ同時代のデモクリトスらの原子論は、プラトンのイデア論やアリストテレスの第一哲学と対立しつつ、紀元前4～3世紀のヘレニズム期のナウシパネスやエピクロス、紀元前1世紀の共和制ローマ期のルクレティウスなどに影響を与えて継承される。エピクロスは、原子の運動の機械論的な理解に若干の変更を加え、また、ルクレティウスは、エピクロスの学説を賛美する哲学詩を書いた。
レウキッポス、デモクリトス、エピクロスの著作は散逸したが、ルクレティウスの著作は、1500年近くの時を跨いで、15世紀のルネサンス期の人文主義者ポッジョ・ブラッチョリーニによって再発見された。彼らの原子論（古代原子論）は、ルネサンス期以降のヨーロッパにおいて再び注目されるようになる。

## 古代インドの原子論
20世紀以降のインド哲学史研究において、六師外道やジャイナ教、ヴァイシェーシカ学派の思想、仏教の「極微」の思想などが、古代ギリシアの原子論に見立てられて便宜的に「原子論」と呼ばれる。

### 仏教の「極微」
仏教の学派「説一切有部」のアビダルマ論書のうち、中期以降のものに原子説が見られる。
(物質を表す語である)色(ただし無表色を除く)は多くの原子(パラマ・アヌ、極微)が集合して成り立っているとされる(「アヌ」は「微粒子」の意。「パラマ」は「最高の」「極限の」の意)。原子は物質を次第に分割した極限において、もうこれ以上分割できないだけの大きさである。原子は微粒子ではあるが、立体的にそれを包む面を持たない(もし面を持つとすれば、更に分割が可能となり、定義に反くため)。原子を中心に上下左右前後に1個ずつが集まり7個の原子の集合したものが第2の単位のアヌとなる。
原子が他の原子と接触するかしないかの論争があったが、接触しないのが正しいと認められている(接触する場合は、一部で接触するか全部で接触するかのいずれかであるが、全部で接触すれば2つの原子は全く重なりあってしまうこととなり、また一部で接触すれば原子が部分を持つこととなることからもはや分割されえないはずの原子がさらに分割されることとなり、定義に反するため)

## イスラームの原子論
イスラーム理論神学(kalam)では、一部の例外を除き、存在論の基礎を原子論においている、とされる。
Jawhar fardというのが、Juz' la yatajazza'u（=もはやそれ以上分割できない部分）とされ、原子に相当する。ただし、存在のもうひとつの単位として「偶有(arad)」があり、原子はつねに偶有と結びついており、偶有と原子は神によって創られた次の瞬間には消滅する、とする。Jawhar fardが結合して、いわゆる物体を構成しており、物体（原子）の変化はすべて神が作る偶有によって説明され、物体相互の関係は否定されている。イスラームの原子論では（西洋の原子論のように世界を機械論的に説明しようとはしておらず）、世界に生成性(muhdath)があり、世界を生成させているのは神であり、神が世界を直接支配している、と説明している。
ただし、その説明のしかたには様々なタイプがあり、アシュアリー学派は、偶有性の持続を一切認めず、全ての原子の結合や分離、生成、変化は神の創造行為と結び付けられている、と説明するのに対し、ムゥタズィラ学派は例外的にいくらか偶有性が持続するとすることで、人間の行為の選択可能性や、自然界の秩序を認めた。
空間の構造については、それが連続的であるのか、あるいは原子のような最小単位があるのか議論があったが、後者のほうが優勢であった。また、真空については、存在を認める議論と認めない議論の両方があった。
イスラームの原子論の起源については、古代ギリシア起源説、古代インド起源説、独立の発生という説などがあり、はっきりとしたことはわかっていない。

## 近世ヨーロッパの原子論
デカルトなどは、"原子"などという概念を採用した場合、それがなぜ不可分なのかという問いに答えることは不可能と判断し、粒子はすべて分割可能だとした（原子論の否定）。
16世紀以降、化学が進歩し、ラボアジェ、ドルトンなどにより物質の構成要素として元素概念が提唱された。かれらの論が近代原子論の源流とされている。

## 自然科学における原子論
哲学上の原子概念と科学上の原子概念の差異については、「原子」を参照
20世紀初頭になっても、自然科学の科学者の主流派・多数派は、物質に（中間単位としてであれ）構成単位が存在するという説は疑わしいものだと見なしており、一般の人々も含めて、atomという単位が存在するとは思っていなかった。19世紀末の電子発見以前の時点で存在が確認されていた最小の物体は濾過性病原体（後にウイルスと認識される）であった。
例えば、エルンスト・マッハやオストヴァルトなどは、実証主義の立場から、"原子"なるものは観測不可能であることなどを理由に"原子"なるものが実在するという原子論には反対し、エネルギー論や感性的要素一元論などを主張していた。そして、原子論の考え方に基づいて熱現象を試算したものなどを論文類で発表しはじめたルートヴィッヒ・ボルツマンと激しい論争を繰り広げた。
この論争に関しては、アルベルト・アインシュタインの1905年の論文によるブラウン運動に関する理論の提出、および1909年のジャン・ペランによる実験的検証（アインシュタインの理論の検証を含む研究）により、ただの理論・仮説ではなく何らかの粒子が実在すると認知されることによって一旦決着がついた。ただしマッハは1913年の著書で原子論を批判し、デュエムも1914年の著書で原子論を批判した。二人が没した1916年以降は原子論に反対する科学者はほぼいなくなっていた。ちなみに、この原子の存在証明は、電子発見の後である。
それまで反対派のほうが多かった「何らかの粒子的な単位」の実在が自然科学者一般に認められるようになったことで、それは自然科学分野で理論を構築するために使える便利な概念的道具にもなった。

## 現代の自然科学における原子概念の変化
自然科学において「何らかの粒子的な単位」の実在が認められて概念的道具としても用いられるようになるのと平行して、「分割不可能」という表現のほうは後退してゆくことになった。
原子の存在自体がまだ広くは認められていなかった20世紀初頭においても、物質がのっぺりとしておらず何かしらの単位が存在する、と自然科学者によってようやく考えられるようになった。それが「atom」と呼ばれるようになっても、原子の存在が実証される以前に電子が発見されていた事から、「原子は「負の電荷を持った電子」と「正の電荷を持った何か」でできている」という議論がなされるようになった。つまり下部構造についての議論が始まっており、それが電子と原子核からなることもほぼ確実視されていた。自然科学において「atom（原子）」という概念が用いられ始めたころには、それは原義の「分割不可能な最小単位」ではなくなっていたのである。さらに「原子核の内部構造として「陽子」と「中性子」が存在する」と考えられるようになり、自然科学の「atom（原子）」は原子概念の原義からふたたび遠のいた。さらにその陽子や中性子も「内部構造（下部構造）を持つ」とされるようになった（後に、「クォーク」と呼ばれる）。
現代の自然科学においては、原子という概念は、自然を構成する分割不可能な最小単位を指すのではなく、元素（化学元素）の最小単位を指すのに用いられている。そして、このような原子の内部構造は「subatomic particles」などと呼ばれる。自然科学における「原子」という概念が、（古代原子論以来の）原子概念の原義と矛盾する、内部構造を持つ中間単位に割り当てられたので、その後、分割不可能な最小単位を指すために「素粒子」という概念が新たに造られ用いられている。
このように、かつて自然科学において「原子論」と呼ばれる分野で行われていた研究は、現在では「素粒子論」と呼ばれる分野において行われている。